# Duras (België)

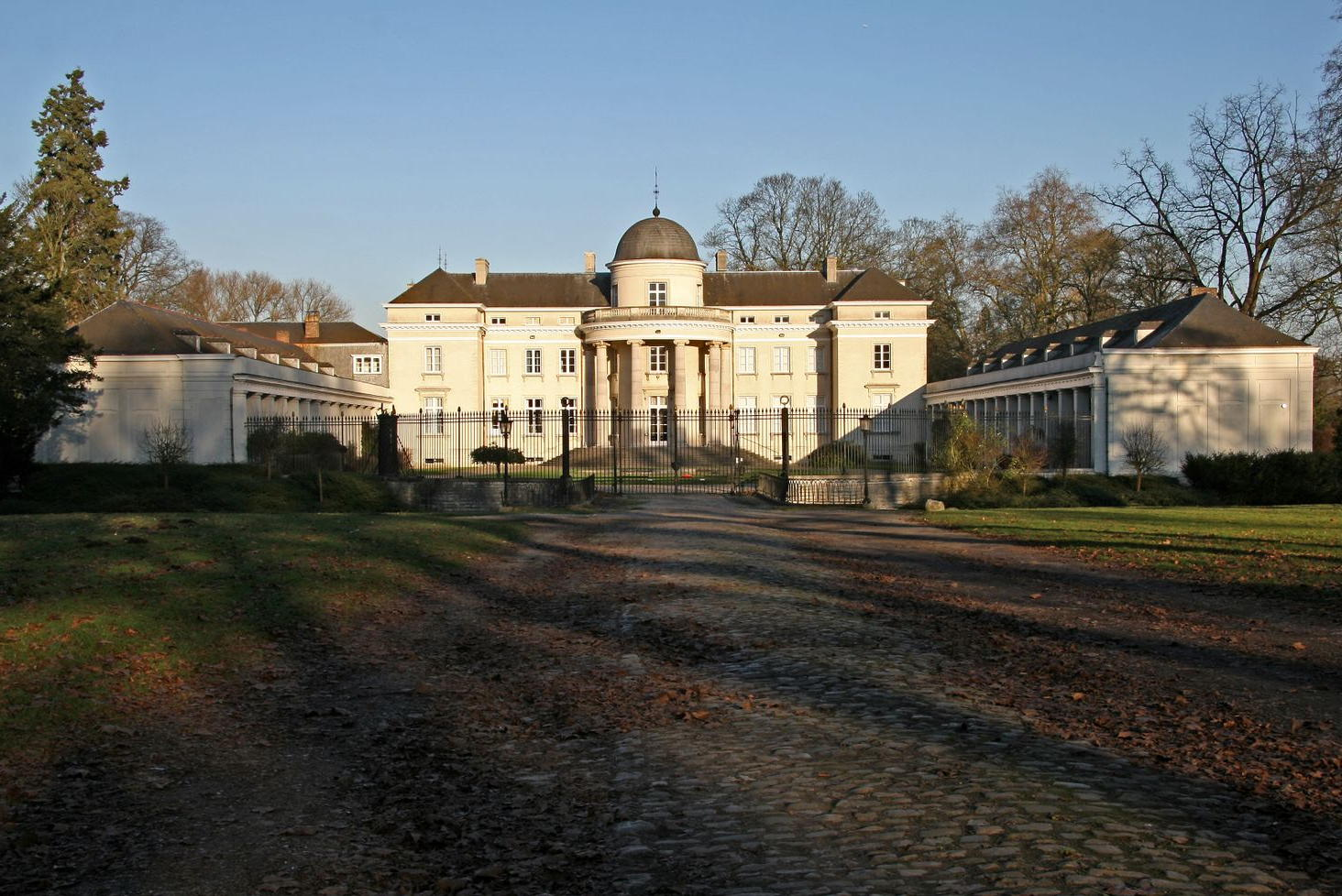
Kasteel van duras

Duras is een dorp in de Belgische provincie Limburg en een deelgemeente van Sint-Truiden, het was een zelfstandige gemeente tot aan de gemeentelijke herindeling van 1977.
Duras is een Haspengouws landbouwdorp, dat gelegen is ten westen van Sint-Truiden aan de grens met de provincie Vlaams-Brabant.

## Geschiedenis
Duras werd voor het eerst genoemd in 1099 als Durachium, Keltisch voor "dorp bij de vesting". Het graafschap werd reeds vroeger, in 1024 vermeld. Vooral in de 11e en de 12e eeuw speelde het graafschap wegens zijn ligging een belangrijke rol in de oorlogen tussen het graafschap Loon en het hertogdom Brabant. Door toedoen van Hugo II van Pierrepont, de prins-bisschop van Luik, werd Duras in 1203 een leen van het graafschap Loon.
In 1328 kwam het graafschap in handen van de familie Neufchâteau, in 1427 in handen van de familie d'Oyenbrugge (van Coolhem) en in 1705 in handen van de familie Van der Noot. In de tweede helft van de twintigste eeuw was het kasteel bewoond door de families d'Oultremont en de Liedekerke.
Tijdens de Franse bezetting werd de administratieve indeling van het ancien régime opgeheven en in 1795 werd Duras een zelfstandige commune. In 1815 nam het bestuur van het Verenigd Koninkrijk der Nederlanden en daarna in 1830 het Belgische deze nieuwe administratieve indeling over. De gemeente bleef steeds een landbouwdorp. In 1971 werd Duras uitgebreid met de dorpen Gorsem, Runkelen en Wilderen, maar in 1977 werden alle dorpen deelgemeenten van Sint-Truiden.

## Demografische ontwikkeling
Bronnen: NIS en www.limburg.be - Opm:1831 t/m 1970=volkstellingen

## Bezienswaardigheden
De belangrijkste bezienswaardigheid van Duras is het kasteeldomein van Duras. Het huidige classicistische kasteel Duras dateert uit 1787 en is sinds 1948 een beschermd monument. Het kasteel ligt echter op de plaats van een oorspronkelijk veel oudere waterburcht ontstaan voor het begin van de 11de eeuw. Deze was eerst een zetel van de graven van Loon en daarna van de graven van Duras. Tijdens de Tweede Wereldoorlog werd het kasteel gebombardeerd maar het werd volledig gerestaureerd. Aan de voorzijde heeft het kasteel een zuilenfront met zes Ionische zuilen.
Het kasteeldomein vormt de historische basis voor een natuurrijke en bosrijke omgeving die bezoekers en recreanten aantrekt. Het kasteelpark, het Zwartaardebos, maar ook het aansluitende natuurdomein Het Vinne geven het dorp een pittoresk karakter.

## Natuur en landschap
Duras ligt in Vochtig-Haspengouw op een hoogte van omstreeks 45 meter. De Molenbeek stroomt over het grondgebied van Duras. Het landschap wordt beheerst door het Kasteeldomein van Duras, met bossen, parken en dreven. Voorts is er landbouw, waaronder fruitteelt. Direct over de provinciegrens, in de gemeente Zoutleeuw, bevindt zich natuurgebied Het Vinne.

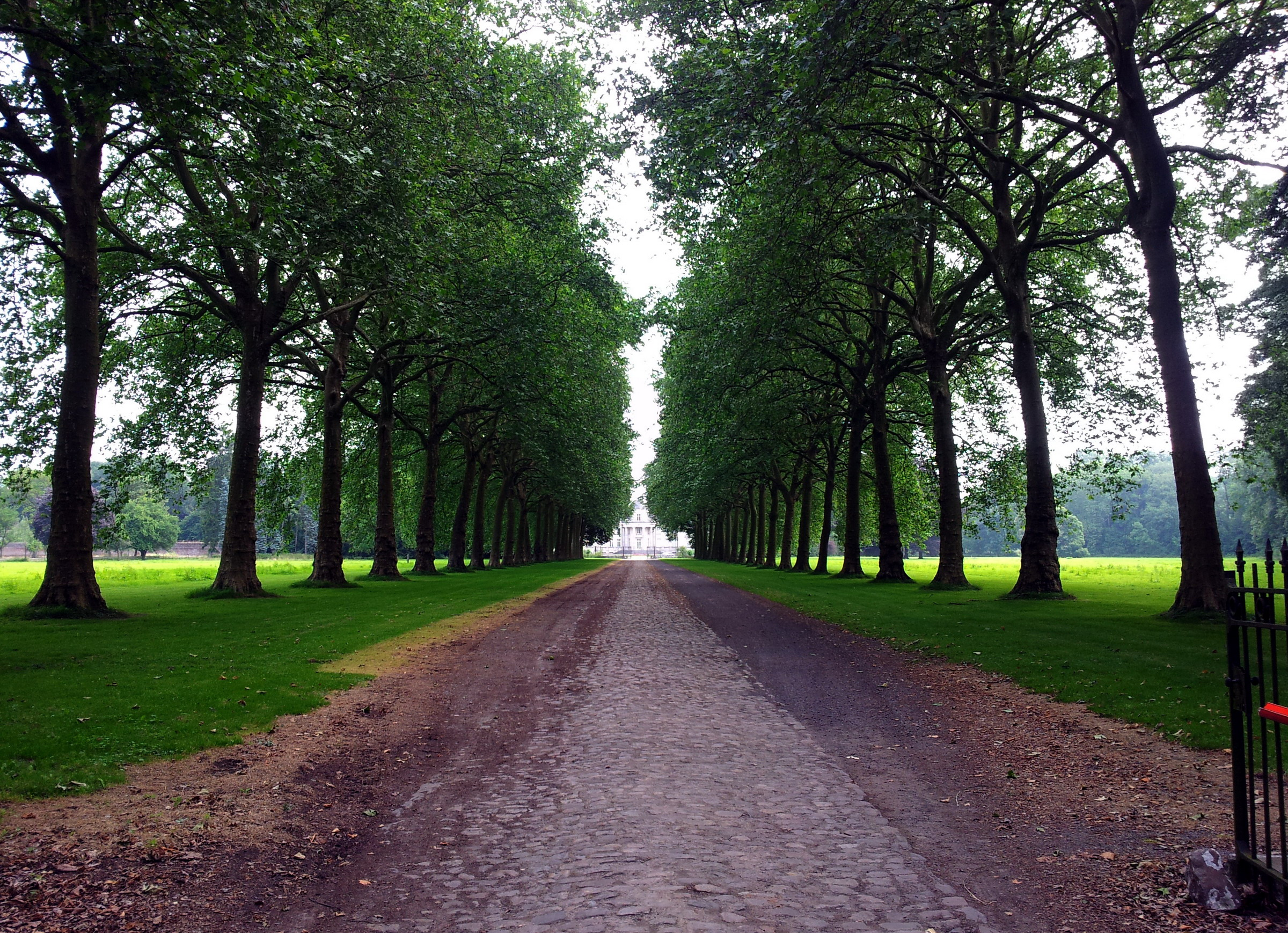
Platanendreef
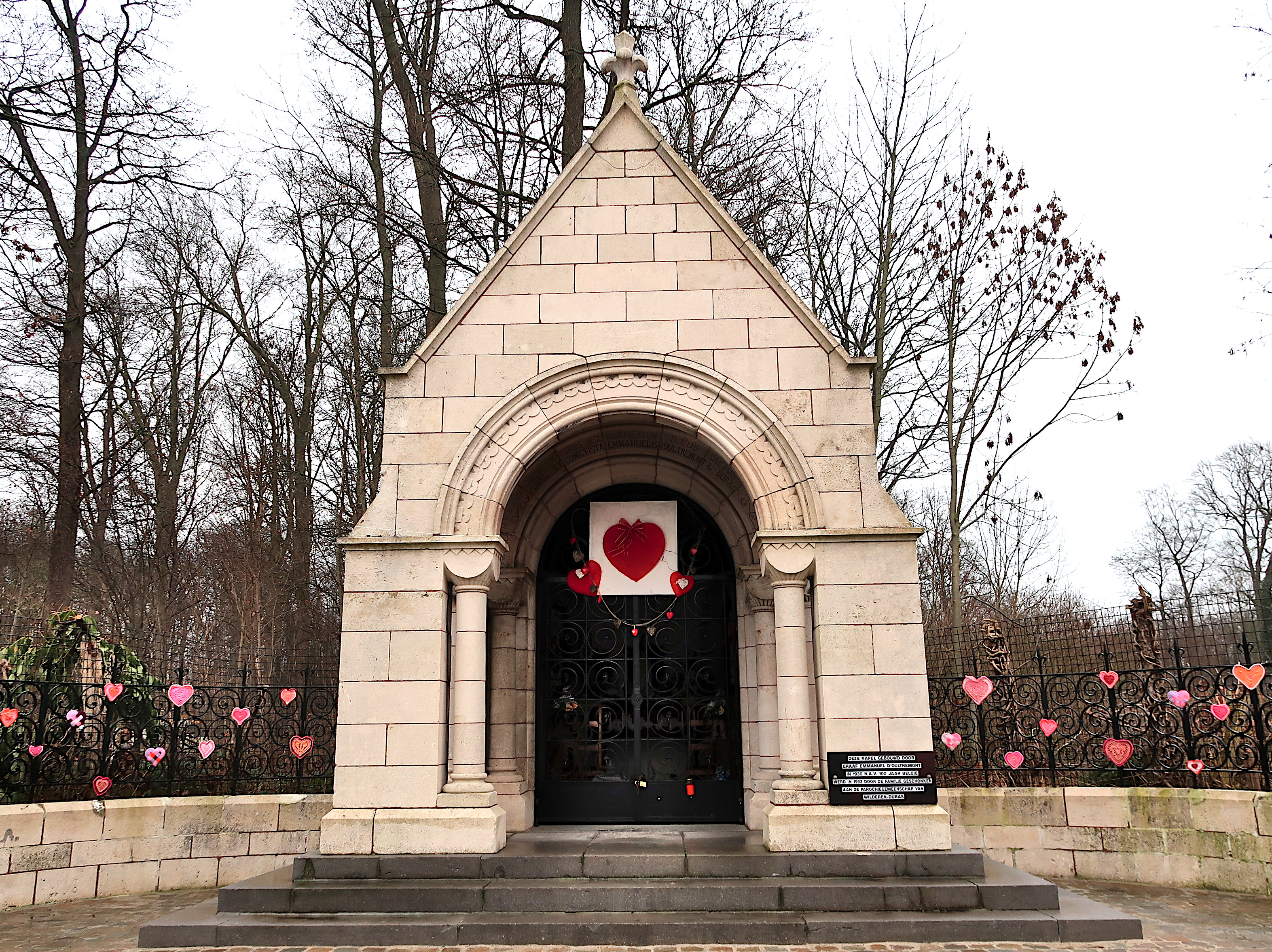
Kapel Heilig Hart
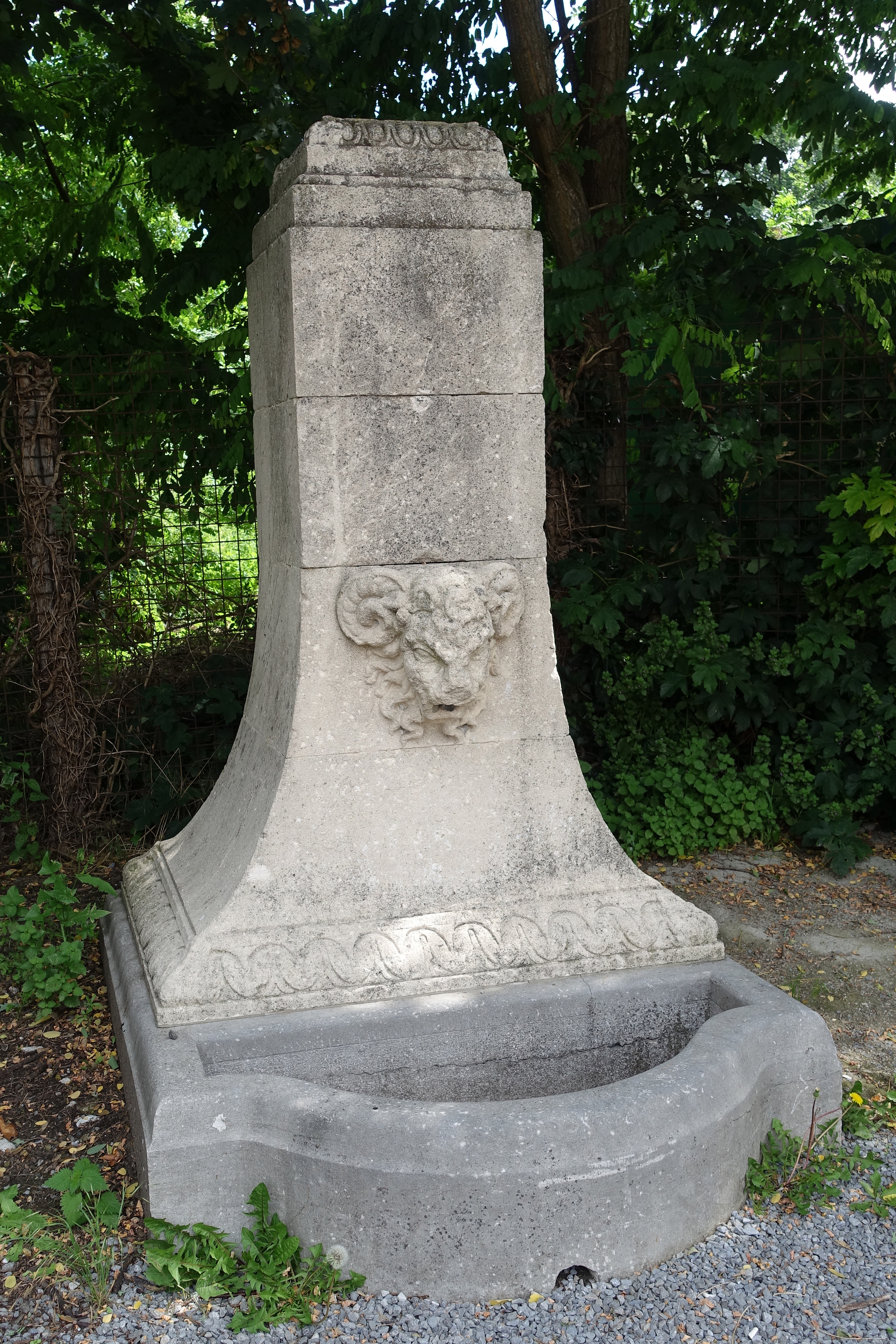
Muurfontein met ramskop
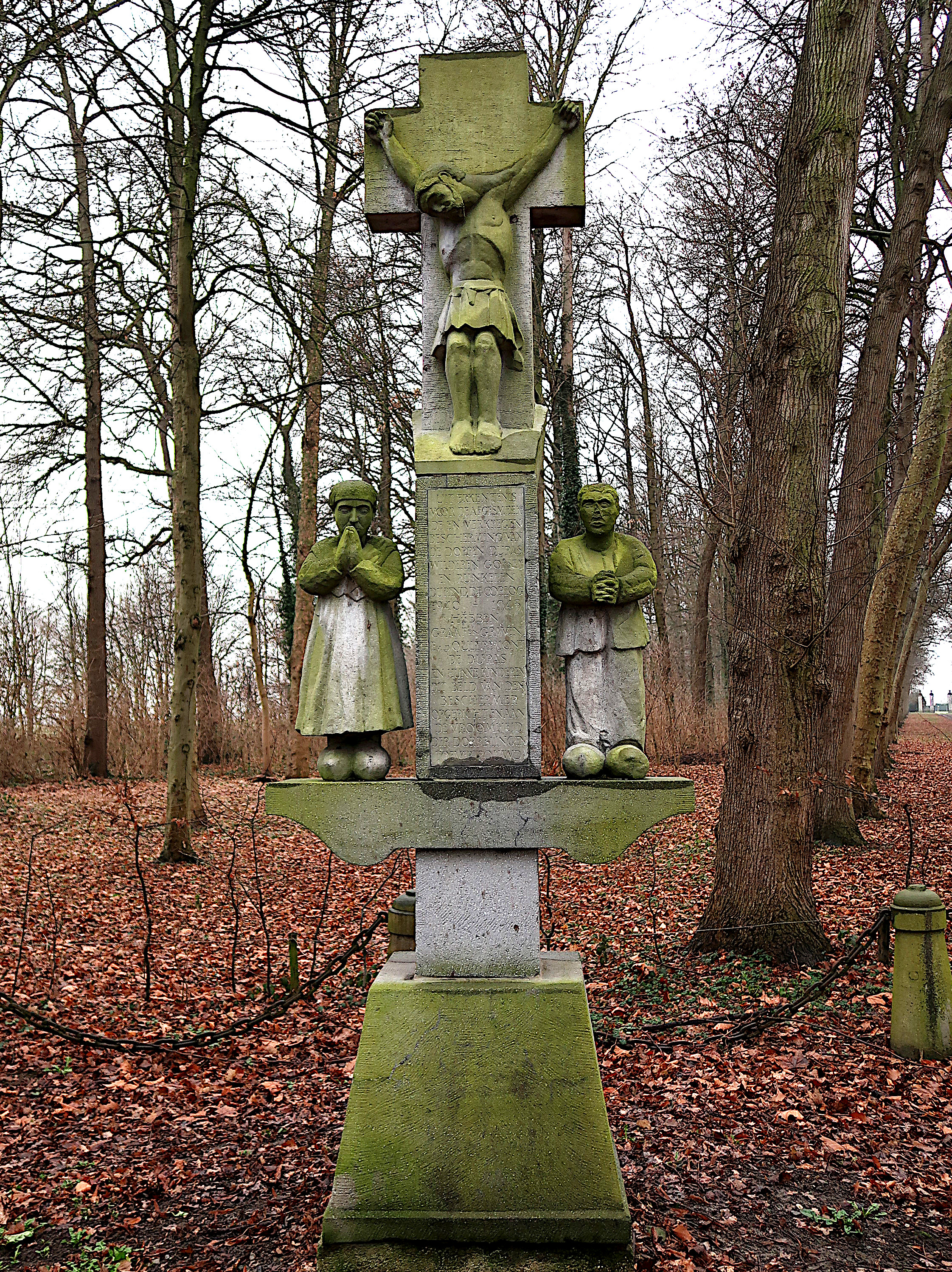
Kruis met beeldengroep aan kasteeldreef

## Nabijgelegen kernen
Zoutleeuw, Runkelen, Gorsem, Wilderen
Deelgemeenten: Aalst · Brustem · Duras · Engelmanshoven · Gelinden · Gorsem · Groot-Gelmen · Halmaal · Kerkom-bij-Sint-Truiden · Ordingen · Runkelen · Sint-Truiden · Velm · Wilderen · Zepperen

Overige kernen: Bevingen · Kortenbos · Melveren · Metsteren · Senselberg

Belgische gemeenten · Arrondissement Hasselt · Limburg · Vlaanderen